# Francia en el Torneo masculino de fútbol en los Juegos Olímpicos 2020
La selección de Francia fue uno de los dieciséis equipos participantes en los Juegos Olímpicos, torneo que se llevó a cabo del 22 de julio al 7 de agosto de 2021 en Japón.
En una primera instancia el evento se iba a desarrollar entre el 21 de julio y el 8 de agosto de 2020, pero debido a la pandemia de coronavirus que provocó que dichos juegos se postergaran al año 2021. 
Fue la segunda participación de Francia en esta justa desde que se dictamino con selecciones Sub-23, formó parte del Grupo A, junto a México, Sudáfrica y Japón.

## Resumen de lo ocurrido
Pasarían 25 años para que Francia volviera a estar en Juegos Olímpicos, pues su última aparición en la Olimpiadas había sido en Atlanta 1996, donde llegó a los cuartos de final.
Ya en la justa olímpica Francia arrancaría su participación en Tokio frente a México donde caería con un nefasto marcador de 4:1, la única anotación en este partido fue por parte de Gignac de tiro penal, la prensa francesa se mostró severamente crítica con la actuación del conjunto galo, pues el diario L' Equipe calificó al equipo como IMPUISSANTS (Indefensos).
En su segundo partido disputado en Saitama, Francia derrotaria con un apretado 4:3 a Sudáfrica. Finalmente cerrarían su participación en la olimpiada con otra derrota de 4:0 frente al local Japón, para terminar 3.º en su grupo con un saldo de 1 victoria, 2 derrotas, 5 goles a favor y 11 en contra.

## Preparación

### Amistosos previos
| Fecha               | Lugar |               |                          | Resultado |                    |         |
| ------------------- | ----- | ------------- | ------------------------ | --------- | ------------------ | ------- |
| 16 de julio de 2021 | Seúl  | Corea del Sur | Bandera de Corea del Sur | 1:2 (0:0) | Bandera de Francia | Francia |

## Participación
- Los horarios son correspondientes a la hora local en Japón (UTC+9).

### Partidos
| Fecha       | Lugar    | Instancia      | Local     |                      | Resultado |                    | Visitante |
| ----------- | -------- | -------------- | --------- | -------------------- | --------- | ------------------ | --------- |
| 22 de julio | Tokio    | Fase de grupos | México    | Bandera de México    | 4:1 (0:0) | Bandera de Francia | Francia   |
| 25 de julio | Saitama  | Fase de grupos | Sudáfrica | Bandera de Sudáfrica | 3:4 (0:0) | Bandera de Francia | Francia   |
| 28 de julio | Yokohama | Fase de grupos | Japón     | Bandera de Japón     | 4:0 (2:0) | Bandera de Francia | Francia   |

#### Grupo A - Fase de grupos
| Equipo    | Pts. | PJ | PG | PE | PP | GF | GC | Dif. |
| --------- | ---- | -- | -- | -- | -- | -- | -- | ---- |
| Japón     | 9    | 3  | 3  | 0  | 0  | 7  | 1  | +6   |
| México    | 6    | 3  | 2  | 0  | 1  | 8  | 3  | +5   |
| Francia   | 3    | 3  | 1  | 0  | 2  | 5  | 11 | −6   |
| Sudáfrica | 0    | 3  | 0  | 0  | 3  | 3  | 8  | −5   |

### México vs Francia
| 22 de julio de 2021, 17:00 | México                                              | 4:1 (0:0)                | Francia           | Estadio Tokio, Tokio                                                    |                                                                         |
|                            | Vega 47' · Córdova 55' · Antuna 80' · Aguirre 90+1' | COI Reporte FIFA Reporte | Gignac 69' (pen.) | Asistencia: Sin espectadores Árbitro(s): Christopher Beath VAR: Fu Ming | Asistencia: Sin espectadores Árbitro(s): Christopher Beath VAR: Fu Ming |

| Uniformes | Uniformes |
| --------- | --------- |
|           |           |

### Sudáfrica vs Francia
| 25 de julio de 2021, 17:00 | Sudáfrica                                | 3:4 (0:0)                | Francia                                      | Estadio Saitama 2002, Saitama                                           |                                                                         |
|                            | Kodisang 53' · Makgopa 73' · Mokoena 82' | COI Reporte FIFA Reporte | Gignac 57', 78', 86' (pen.) · Savanier 90+3' | Asistencia: Sin espectadores Árbitro(s): Kevin Ortega VAR: Andrés Cunha | Asistencia: Sin espectadores Árbitro(s): Kevin Ortega VAR: Andrés Cunha |

| Uniformes | Uniformes |
| --------- | --------- |
|           |           |

### Japón vs Francia
| 28 de julio de 2021, 20:30 | Francia | 0:4 (0:2)                | Japón                                            | Estadio Internacional, Yokohama                                         |                                                                         |
|                            |         | COI Reporte FIFA Reporte | Kubo 27' · Sakai 34' · Miyoshi 70' · Maeda 90+1' | Asistencia: Sin espectadores Árbitro(s): Iván Barton VAR: Nicolás Gallo | Asistencia: Sin espectadores Árbitro(s): Iván Barton VAR: Nicolás Gallo |

| Uniformes | Uniformes |
| --------- | --------- |
|           |           |

## Galería

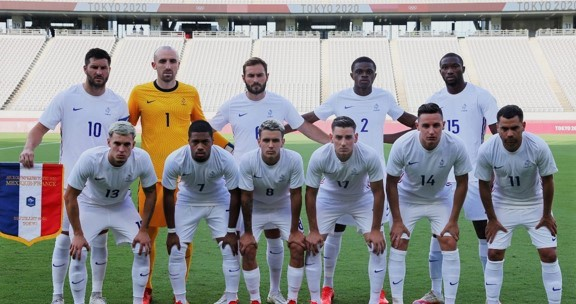
Plantel de Francia en Tokio 2020.